# François Mariotte
François Mariotte, död efter 1682, var en fransk präst. Han var en av de åtalade i den berömda giftmordsaffären.

## Biografi
Mariotte tillhörde en familj med adliga kontakter. Han utbildades till präst (abbé), och beskrivs till utseende som vacker, med mycket blev hy och svart hår.  Han var affärskollega till Adam Lesage i Paris 1667-1668, och medverkade då i att arrangera svarta mässor, där han i egenskap av präst officierade. Under dessa ska han ha medverkat i att offra barn till Djävulen. 
Det var François Mariotte som ska ha officierat i den berömda svarta mässan som arrangerades av Catherine Monvoisin år 1667, när Madame de Montespan bad till Djävulen om att kungen skulle överge Louise de La Valliere och istället göra Montespan till mätress, något som också skedde. 
Han greps 1668 och blev tillsammans med Adam Lesage åtalad för svartkonst på grund av sin medverkan i svarta mässor.  Av hänsyn till Mariottes inflytelserika familjs kontakter blev dock hela saken nedtystat i så stor mån som möjligt och både Mariotte och Lesage dömdes enbart för de få saker som inte kunde förnekas i domstol.
Han fängslades i Saint-Lazare, men rymde. Han fortsatte sedan sin verksamhet. Mariette blev 1680 indragen i giftmordsaffären. Han greps i Toulouse i februari 1680. I november 1680 förhördes han om Madame de Montespans inblandning i giftmordsaffären. Detta innebar att han inkluderades i de åtalade som 1682 flyttades från rättegången och fängslades under ett lettre de cachet. Han avled i Vincennes.